# Gabriel-Jules Thomas

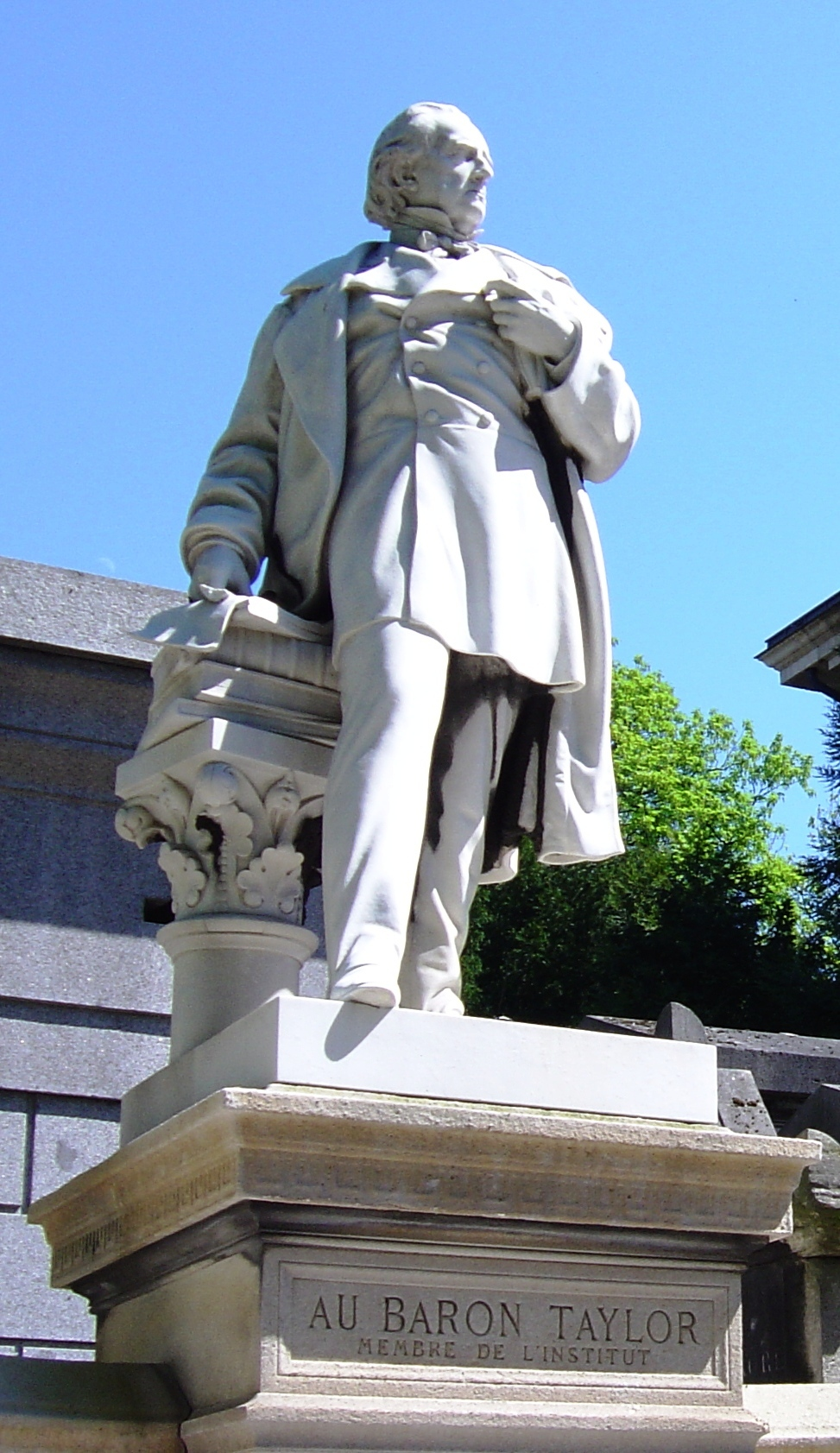
Estatua del barón Taylor en el Père Lachaise.

Gabriel-Jules Thomas (nacido en 1824 en París; fallecido en 1905 en la misma ciudad) fue un escultor francés.

## Datos biográficos
Nació en París en el año 1824.
Hijo del escultor Alexis-François Thomas (1795-1875)
Obtuvo en 1848 el Premio de Roma de escultura con la obra titulada Philoctète partiendo hacia la guerra de Troya escultura de escayola en bulto redondo. 
Permaneció pensionado en Roma del 17 de enero de 1849 al 31 de diciembre de 1849.
Fue miembro de la Académie des Beaux-Arts de París.
Falleció en París en el año 1905.

## Obras
- Virgilio, 1861, mármol, París, Musée d'Orsay
- Mademoiselle Mars, escayola, Museo de Bellas Artes de Angers
- El martirio de Saint-Etienne, 1863, París, Iglesia de Saint-Étienne-du-Mont
- Francfort, 1864-1865, piedra, París, fachada de la Gare du Nord.
- Busto de Augustin Dumont, bronce, 1877, Pont-Audemer, Museo Alfred Canel.
- Monumento a la memoria de Garnier, en la Ópera Garnier de París. Ejecutado junto a Jean-Baptiste Carpeaux, de 1815 à 1905
- The Stone Age - Man Fighting a Snake.[2] 1893. Gabriel Jules Thomas. French 1824-1905. plaster.

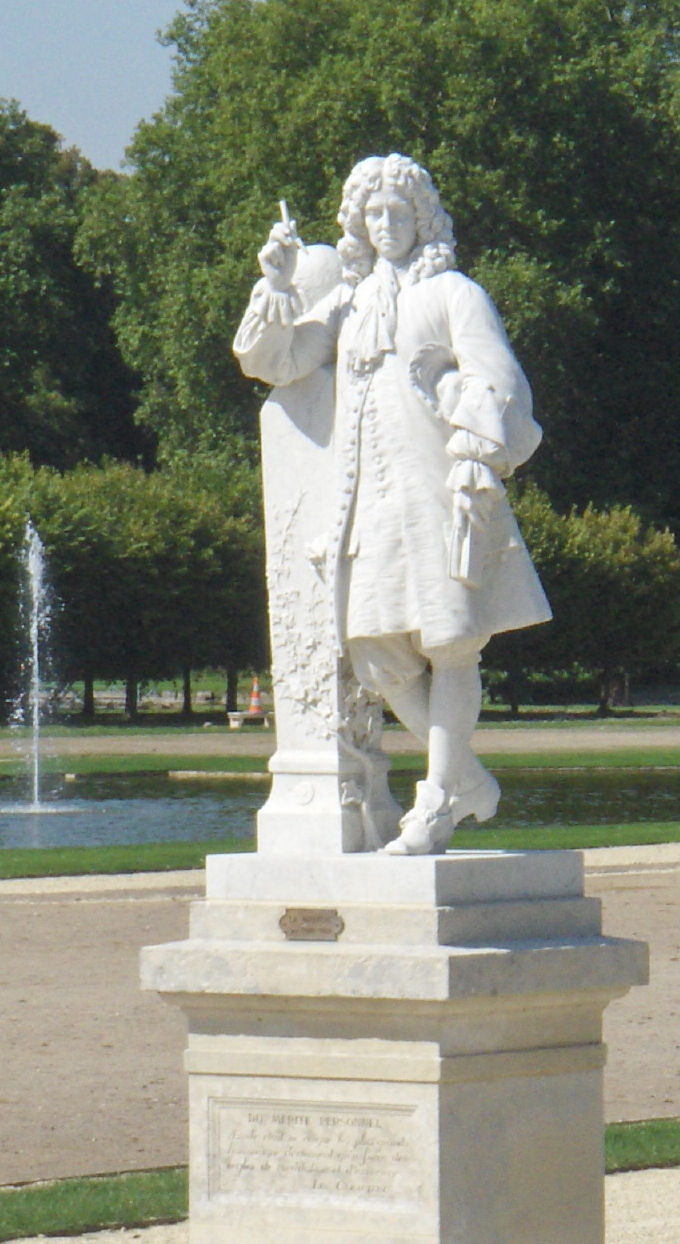
Estatua de La Bruyer, en Chantilly
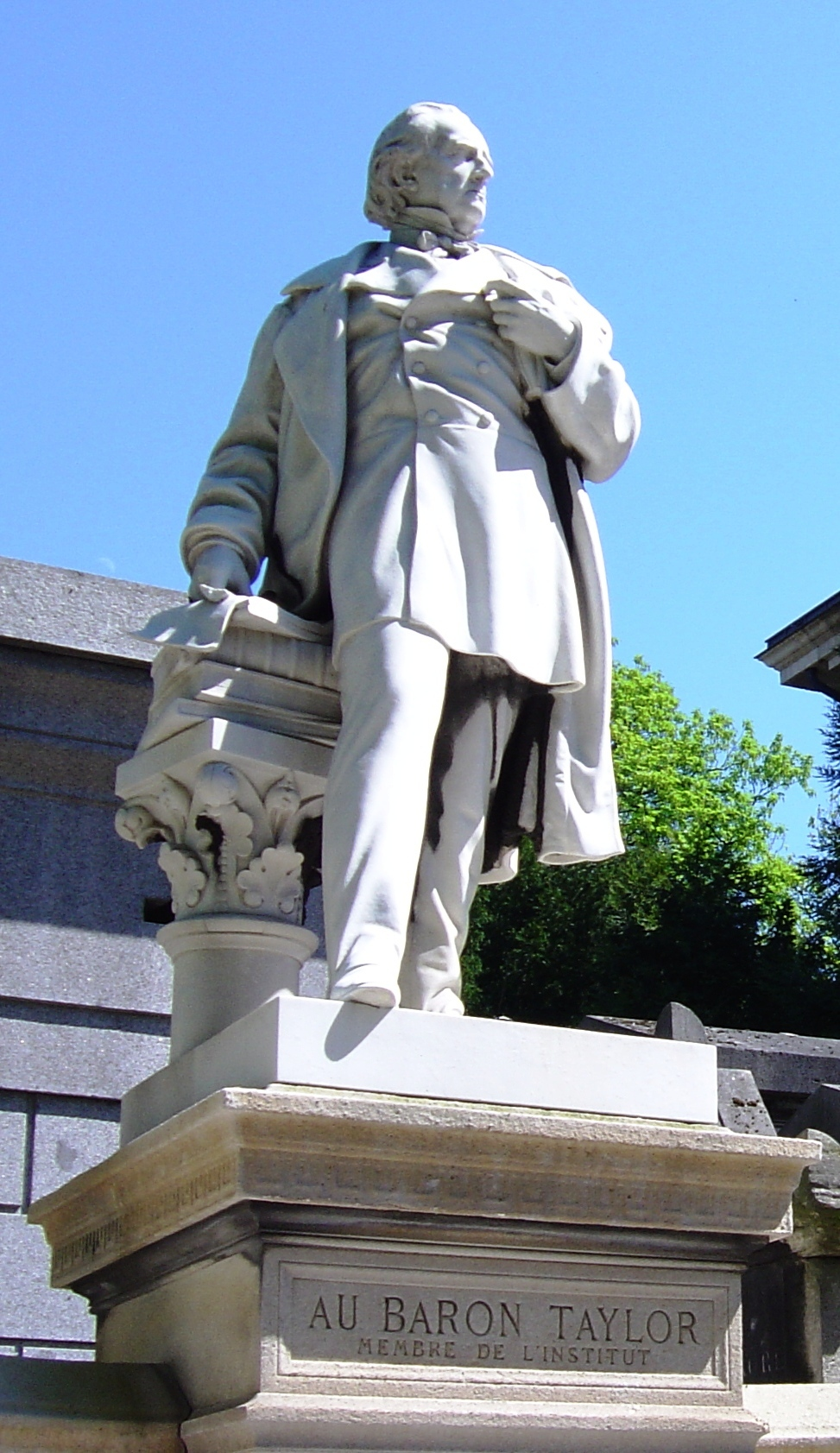
detalle del Monumento al Barón taylor
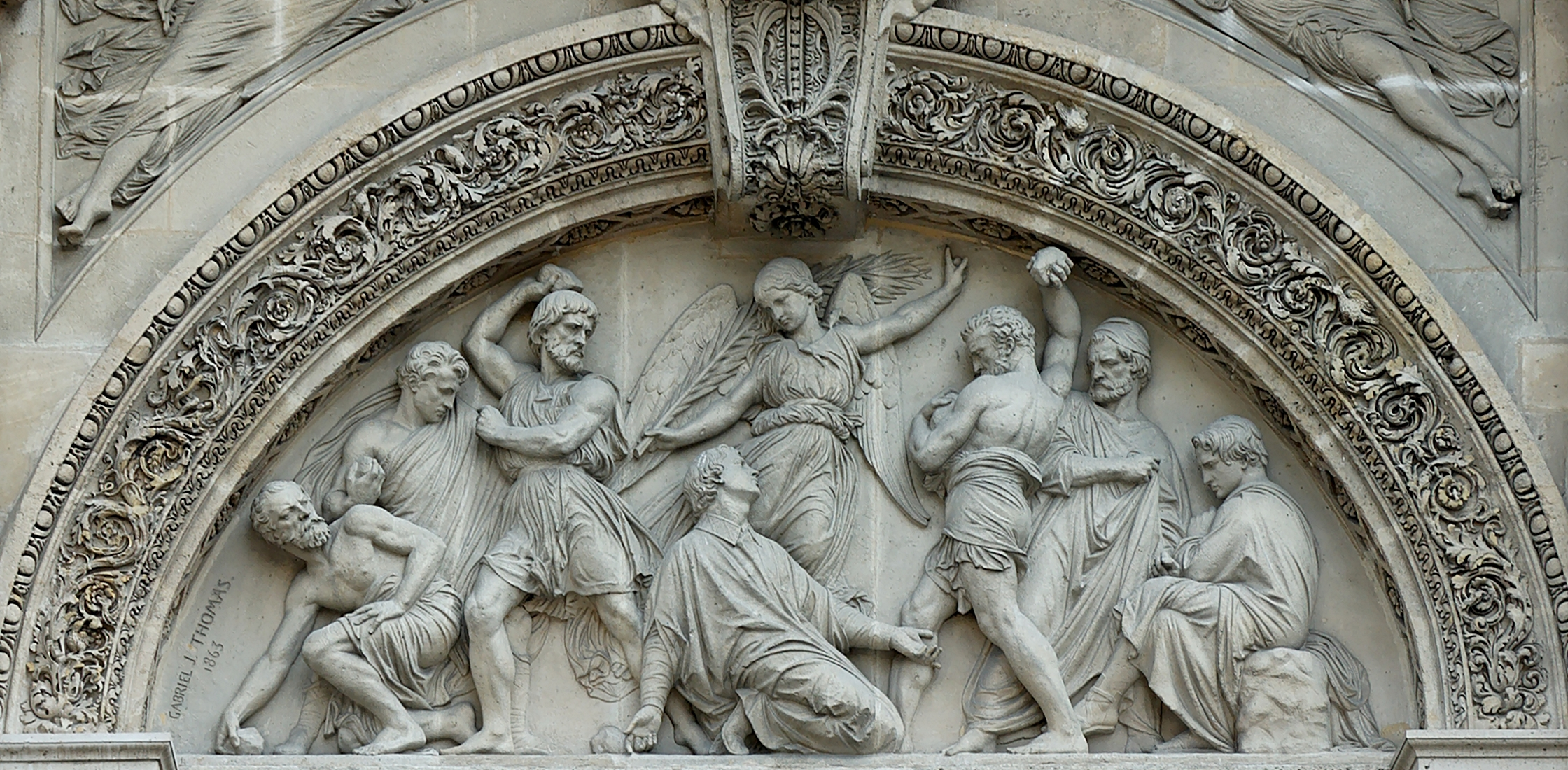
relieve de la fachada de Saint-Étienne-du-Mont